# Lucien Bernard Lacoste
Pour les articles homonymes, voir Lacoste.
Lucien Bernard Lacoste (Navailles-Angos, 25 février 1905 – Chiang Mai, 14 août 1989), est un ecclésiastique français qui fut prêtre puis évêque catholique, appartenant à la congrégation religieuse des prêtres du Sacré-Cœur de Jésus de Bétharram. Il fut missionnaire en Chine et en Thaïlande.

## Biographie

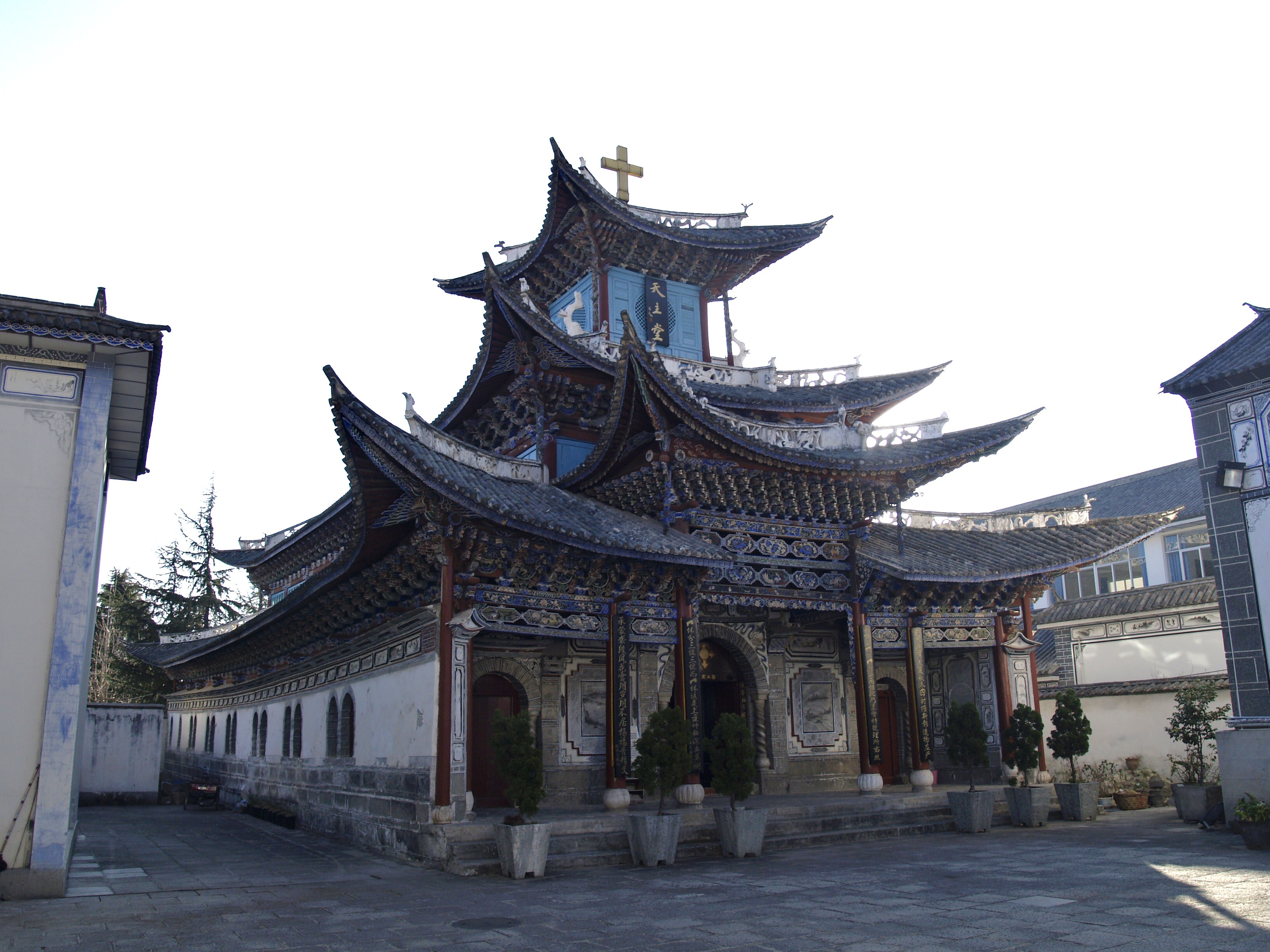
Cathédrale de Dali

Entré dans la congrégation tout jeune, il est ordonné prêtre à Bethléem le 13 juillet 1930. Envoyé à la mission catholique de Dali dans le Yunnan, il sera le premier évêque du diocèse, sacré à Kunming le 29 mai 1949. Expulsé de Chine après des mois de prison, il prend la route de Thaïlande, pour recommencer sa tâche dans le nord du pays, dans la ville et les alentours de Chiang Mai. Nommé administrateur apostolique du nouveau diocèse, il y reste jusqu’en 1975, quand, à cause de son âge avancé, il donne sa démission.
Devenu simple missionnaire, il continue son travail et ses randonnées dans les villages du diocèse jusqu’à sa mort, conservant son titre d’évêque émérite de Dali.